# Ștefan Andrei
Ştefan Andrei (Podari, 29 marzo 1931 – Snagov, 31 agosto 2014) è stato un politico rumeno comunista, ministro degli affari esteri della Romania dal 1978 al 1985. Fu arrestato nel 1989 dopo il rovesciamento del regime di Nicolae Ceaușescu.